# Čelovce (Prešov)
|  | No s'ha de confondre amb Čelovce (Banská Bystrica). |

Čelovce és un poble i municipi d'Eslovàquia. Es troba a la regió de Prešov, al nord del país. La primera referència escrita de la vila data del 1335.

## Demografia
| Godina             | 1994 | 2004    | 2014   | 2024    |
| ------------------ | ---- | ------- | ------ | ------- |
| Nombre de persones | 264  | 303     | 324    | 394     |
| Diferència         |      | +14,77% | +6,93% | +21,60% |

| Godina             | 2023 | 2024   |
| ------------------ | ---- | ------ |
| Nombre de persones | 375  | 394    |
| Diferència         |      | +5,06% |